# ニューヨーク映画批評家協会賞
ニューヨーク映画批評家協会賞（ニューヨークえきがひひょうかきょうかいしょう、New York Film Critics Circle Awards）は、各種批評家協会賞の中でも最も古い1935年に設立された映画賞。批評家が選ぶということもあり、他の映画賞と比べて娯楽性よりも芸術性や社会性を持った作品を選定する傾向がある。

## 部門
- 作品賞
- 監督賞
- 主演男優賞
- 主演女優賞
- 助演男優賞
- 助演女優賞
- 脚本賞
- 撮影賞
- アニメ映画賞
- 国際映画賞
- ノンフィクション映画賞
- 第一回作品賞
- 特別賞

## 作品賞受賞リスト

### 1930年代
- 1935年 第1回 「男の敵」
- 1936年 第2回 「オペラハット」
- 1937年 第3回 「ゾラの生涯」
- 1938年 第4回 「城砦」
- 1939年 第5回 「嵐ヶ丘」

### 1940年代
- 1940年 第6回 「怒りの葡萄」
- 1941年 第7回 「市民ケーン」
- 1942年 第8回 「イン・ウイッチ・ウィ・サーヴ（軍旗の下に）」
- 1943年 第9回 「ラインの監視」
- 1944年 第10回 「我が道を往く」
- 1945年 第11回 「失われた週末」
- 1946年 第12回 「我等の生涯の最良の年」
- 1947年 第13回 「紳士協定」
- 1948年 第14回 「黄金」
- 1949年 第15回 「オール・ザ・キングスメン」

### 1950年代
- 1950年 第16回 「イヴの総て」
- 1951年 第17回 「欲望という名の電車」
- 1952年 第18回 「真昼の決闘」
- 1953年 第19回 「地上より永遠に」
- 1954年 第20回 「波止場」
- 1955年 第21回 「マーティ」
- 1956年 第22回 「八十日間世界一周」
- 1957年 第23回 「戦場にかける橋」
- 1958年 第24回 「手錠のまゝの脱獄」
- 1959年 第25回 「ベン・ハー」

### 1960年代
- 1960年 第26回 「アパートの鍵貸します」、「息子と恋人」
- 1961年 第27回 「ウエスト・サイド物語」
- 1962年 第28回 （受賞なし）
- 1963年 第29回 「トム・ジョーンズの華麗な冒険」
- 1964年 第30回 「マイ・フェア・レディ」
- 1965年 第31回 「ダーリング」
- 1966年 第32回 「わが命つきるとも」
- 1967年 第33回 「夜の大捜査線」
- 1968年 第34回 「冬のライオン」
- 1969年 第35回 「Z」

### 1970年代
- 1970年 第36回 「ファイブ・イージー・ピーセス」
- 1971年 第37回 「時計じかけのオレンジ」
- 1972年 第38回 「叫びとささやき」
- 1973年 第39回 「アメリカの夜」
- 1974年 第40回 「フェリーニのアマルコルド」
- 1975年 第41回 「ナッシュビル」
- 1976年 第42回 「大統領の陰謀」
- 1977年 第43回 「アニー・ホール」
- 1978年 第44回 「ディア・ハンター」
- 1979年 第45回 「クレイマー、クレイマー」

### 1980年代
- 1980年 第46回 「普通の人々」
- 1981年 第47回 「レッズ」
- 1982年 第48回 「ガンジー」
- 1983年 第49回 「愛と追憶の日々」
- 1984年 第50回 「インドへの道」
- 1985年 第51回 「女と男の名誉」
- 1986年 第52回 「ハンナとその姉妹」
- 1987年 第53回 「ブロードキャスト・ニュース」
- 1988年 第54回 「偶然の旅行者」
- 1989年 第55回 「マイ・レフトフット」

### 1990年代
- 1990年 第56回 「グッドフェローズ」
- 1991年 第57回 「羊たちの沈黙」
- 1992年 第58回 「ザ・プレイヤー」
- 1993年 第59回 「シンドラーのリスト」
- 1994年 第60回 「クイズ・ショウ」
- 1995年 第61回 「リービング・ラスベガス」
- 1996年 第62回 「ファーゴ」
- 1997年 第63回 「L.A.コンフィデンシャル」
- 1998年 第64回 「プライベート・ライアン」
- 1999年 第65回 「トプシー・ターヴィー」

### 2000年代
- 2000年 第66回 「トラフィック」
- 2001年 第67回 「マルホランド・ドライブ」
- 2002年 第68回 「エデンより彼方に」
- 2003年 第69回 「ロード・オブ・ザ・リング/王の帰還」
- 2004年 第70回 「サイドウェイ」
- 2005年 第71回 「ブロークバック・マウンテン」
- 2006年 第72回 「ユナイテッド93」
- 2007年 第73回 「ノーカントリー」
- 2008年 第74回 「ミルク」
- 2009年 第75回 「ハート・ロッカー」

### 2010年代
- 2010年 第76回 「ソーシャル・ネットワーク」
- 2011年 第77回 「アーティスト」
- 2012年 第78回 「ゼロ・ダーク・サーティ」
- 2013年 第79回 「アメリカン・ハッスル」
- 2014年 第80回 「6才のボクが、大人になるまで。」
- 2015年 第81回 「キャロル」
- 2016年 第82回 「ラ・ラ・ランド」
- 2017年 第83回 「レディ・バード」
- 2018年 第84回 「ROMA/ローマ」
- 2019年 第85回 「アイリッシュマン」

### 2020年代
- 2020年 第86回 「ファースト・カウ」
- 2021年 第87回 「ドライブ・マイ・カー」
- 2022年 第88回 「TAR/ター」
- 2023年 第89回 「キラーズ・オブ・ザ・フラワームーン」
- 2024年 第90回 「ブルータリスト」